# James Yen
James Yen (晏陽初, Yàn Yángchū, 1890-1990), est un pédagogue chinois connu pour son travail d'alphabétisation du peuple et de reconstruction rurale en Chine et dans d'autres pays.
Après avoir travaillé avec les travailleurs chinois en France durant la Première Guerre mondiale, il fonde dans les années 1920 l'Association nationale des mouvements d'éducation de masse pour alphabétiser les masses chinoises, puis se tourne vers les villages ruraux pour organiser la reconstruction de 1926 à 1937. Il participe à la création de la commission conjointe sino-américaine pour la reconstruction rurale (en) en 1948, qui se relocalise ensuite à Taïwan. En 1952, Yen fonde le mouvement de reconstruction rurale des Philippines (en), et en 1960, il crée l'institut international pour la reconstruction rurale (en). Il retourne en Chine dans les années 1980 et meurt à New York en 1990.

## Biographie
Né dans une modeste famille d'intellectuels à Bazhong au Sichuan en 1890, Yen est envoyé dans une école de la Mission à l'Intérieur de la Chine, puis étudie à l'université de Hong Kong, et est diplômé en 1918 de l'université Yale, où il est un membre de la fraternité Beta Theta Pi (en). Après son diplôme, il se rend en France pour  participer aux travaux de l'Union Chrétienne de Jeunes Gens dans les corps de travailleurs chinois qui ont été envoyés pour soutenir les Alliés dans la guerre. Travaillant avec eux pour lire et écrire leurs lettres, Yen découvre « pour la première fois de ma vie intellectuelle ignorante » la valeur des gens du commun de son propre pays. Ce qui leur manque est l'éducation. Yen réalise par conséquent un manuel d'alphabétisation, largement recopié, qui utilise 1 000 caractères de base.
Après un master à l'université de Princeton, il sert un temps comme président de l'Association des étudiants chinois chrétiens, puis retourne en Chine en 1921 pour diriger les campagnes d'alphabétisation de masse. En 1923, lui et d'autres intellectuels comme Liang Qichao, Hu Shi, et Tao Xingzhi forment l'Association nationale des mouvements d'éducation de masse qui organise des campagnes dans tout le pays en coordonnant les efforts d'enseignants volontaires, de chefs locaux, et tout emplacement disponible pour attirer les élèves qui ne peuvent pas payer de grandes institutions. Parmi les enseignants volontaires se trouvent Mao Zedong. Ces campagnes attirent plus de 5 million d'élèves et servent de modèle pour les écoles, même les plus réputées.
Yen a rappelé plus tard qu'à cette époque, il se considérait non pas comme un « chrétien », ce qui implique l'adhésion à une église, mais comme un « disciple du Christ », ce qui implique une relation directe avec Jésus.  Il a critiqué la plupart des missionnaires pour ne pas être en contact avec les réalités de la Chine, mais a accueilli avec enthousiasme le soutien de ces organisations chrétiennes chinoises et étrangères qui ont abordé les problèmes des villages.
En 1926, l'Association nationale des mouvements d'éducation de masse met en place une campagne au village de Ding Xian, un comté situé au sud de Pékin . L'expérience dans ce village a utilisé des écoles populaires en coordonnant des innovations diverses, comme des porcs hybrides, et les coopératives économiques. Yen rejoint Liang Shuming et d'autres réformistes indépendants pour former le mouvement de reconstruction rurale qui inclut plusieurs centaines d'organisations locales et nationales. Le but du mouvement est de créer une nouvelle campagne pour former la base d'une nouvelle nation chinoise. Le travail à Ding Xian attire l'attention de la nation entière et permet de développer de nouvelles techniques de développement rural qui ne dépendent pas du contrôle du gouvernement central, d'une révolution violente, ou de grands investissements d'argent étranger.
En 1937, l'invasion japonaise repoussent les opérations de l'Association jusqu'au Hunan, puis au Sichuan, mais Yen passe la majeure partie de la guerre à Washington, D.C. Après 1945, Yen se trouve de plus en plus en contradiction avec les préoccupations militaires du gouvernement nationaliste. En 1948, il persuade le Congrès américain de financer une commission conjointe sino-américaine pour la reconstruction rurale (en), dont il devient l'un des commissaires. En 1950, lorsque son travail en Chine est arrêté par le nouveau gouvernement communiste, Yen dirige le mouvement de reconstruction rurale des Philippines (en) et fonde l'institut international de reconstruction rural. En 1985, le gouvernement chinois accueille finalement Yen de retour en Chine et reconnait son immense contribution dans l'éducation de masse et la reconstruction rurale. Il meurt à New York en 1990.
À la fin des années 1990 et au début des années 2000, le Nouveau Mouvement de Reconstruction Rurale prend l'exemple de Yen pour résoudre les problèmes ruraux créés par le succès de l'économie mondialisée. En juillet 2003, des militants fondent l'institut James Yen pour la reconstruction rurale à Dingzhou, le site des activités de son association avant la guerre..
Le style oratoire charismatique de Yen et sa forte personnalité le rendent attrayant pour de nombreux groupes en Chine ainsi que de nombreux étrangers. L'auteur américaine élevée en Chine Pearl Buck publie  un court livres d'entrevues avec Yen, Tell The People; Talks With James Yen About the Mass Education Movement. John Hersey, dont le père était missionnaire en Chine et travailla avec Yen dans les années 1920, a écrit le roman The Call qui comprend un portrait légèrement romancée de Yen dans un personnage du nom de Johnny Wu.

## Écrits principaux
- (en) James Y. C. Yen, China's New Scholar-Farmer, [S.l.], Chinese National Association of the Mass Education Movement, 1929
- (en) Y. C. James Yen, The Ting Hsien Experiment, Peiping, Chinese National Association of the Mass Education Movement, 1934